# 派基
50°27′12″N 32°0′11″E / 50.45333°N 32.00306°E
派基（烏克蘭語：Пайки）是位於烏克蘭北部的村莊，由基辅州布羅瓦里區的茲胡里夫卡市鎮負責管轄。該村始建於1862年，面積0.83平方公里，海拔高度122米，2001年人口31，人口密度每平方公里37.2人。